# Kladirostratus togoensis
Kladirostratus togoensis — вид змій родини піщаних змій (Psammophiidae). Мешкає в Західній Африці.

## Поширення і екологія
Kladirostratus togoensis поширені від південно-східного Сенегалу на схід до Центральноафриканської Республіки. Вони живуть у вологих і сухих саванах та в сухих тропічних лісах, трапляються в заплавах річок та на болотах. Зустрічаються на висоті від 550 до 1650 м над рівнем моря.